# Poetic Justice (banda sonora)
Poetic Justice es la banda sonora oficial de la película Poetic Justice del director John Singleton. El álbum no incluye la canción "Again", que fue un gran éxito de la actriz principal de la película Janet Jackson, a pesar de ser incluido en la película. La canción apareció en su álbum janet. de 1993.

## Lista de canciones
1. TLC - "Get It Up" (4:25)
2. Mista Grimm - "Indo Smoke" (5:24)
3. Babyface - "Well Alright" (4:00)
4. Usher - "Call Me a Mack" (4:06)
5. Tony! Toni! Toné! - "Waiting For You" (5:15)
6. Pete Rock & C.L. Smooth - "One in a Million" (4:05)
7. Cultural Revolution - "Nite & Day" (5:04)
8. Naughty by Nature - "Poor Man's Poetry" (3:00)
9. Terri & Monica - "I've Been Waiting" (4:20)
10. Dogg Pound - "Niggas Don't Give a Fuck" (4:41)
11. 2Pac - "Definition of a Thug Nigga" (4:10)
12. Chaka Demus & Pliers - "I Wanna Be Your Man" (3:55)
13. Nice & Smooth - "Cash in My Hands" (3:53)
14. Stevie Wonder - "Never Dreamed You'd Leave in Summer" (2:55)
15. Stanley Clarke - "Justice's Groove" (4:35)

## Sencillos
| 1993 | "Call Me a Mack" | -  | - | 56 | -  | -  |
| 1993 | "Get It Up"      | 42 | 3 | 15 | -  | 14 |
| 1993 | "Indo Smoke"     | 56 | - | 63 | 12 | 40 |